# Hollandia földrajza

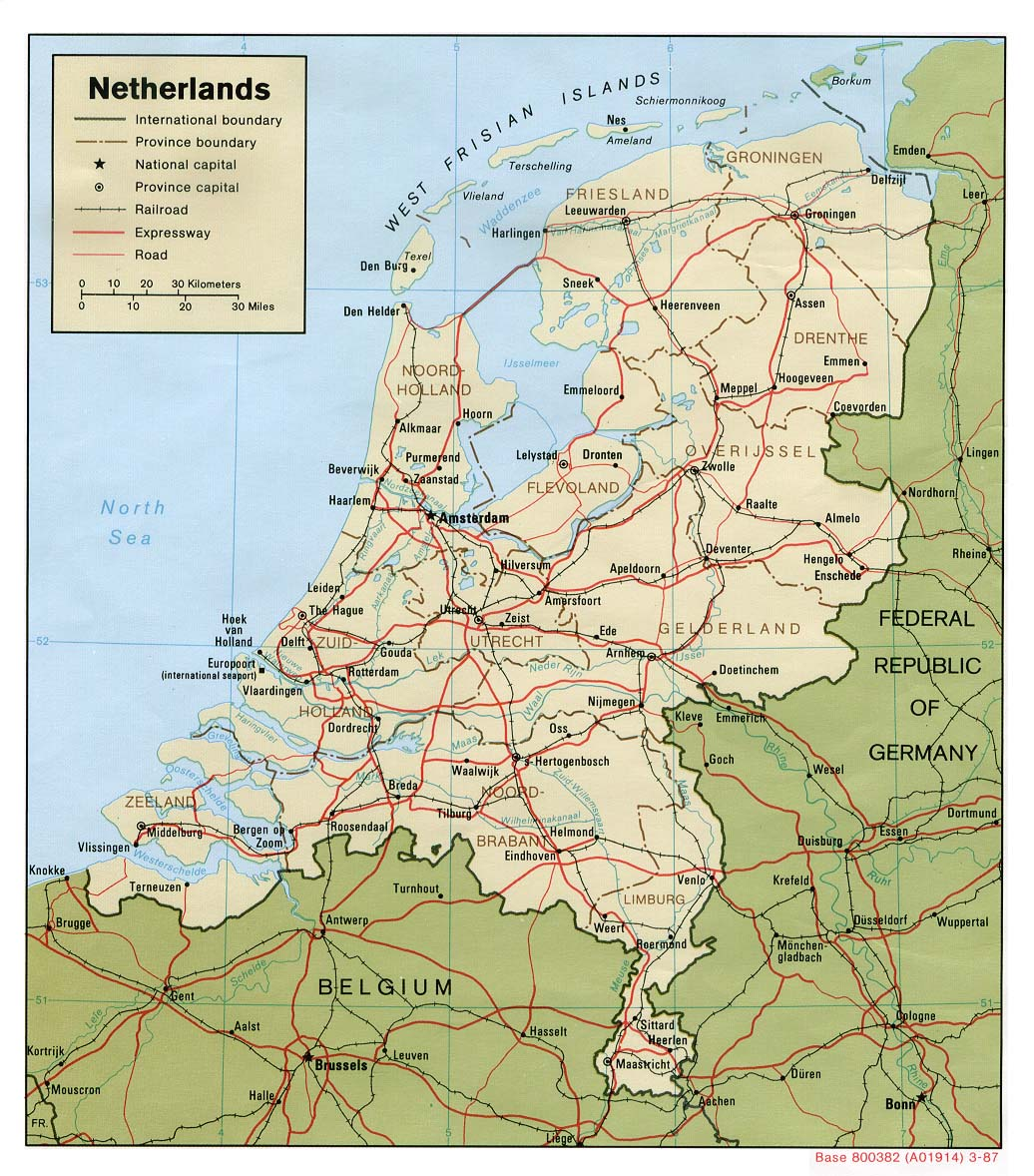
Hollandia térképe

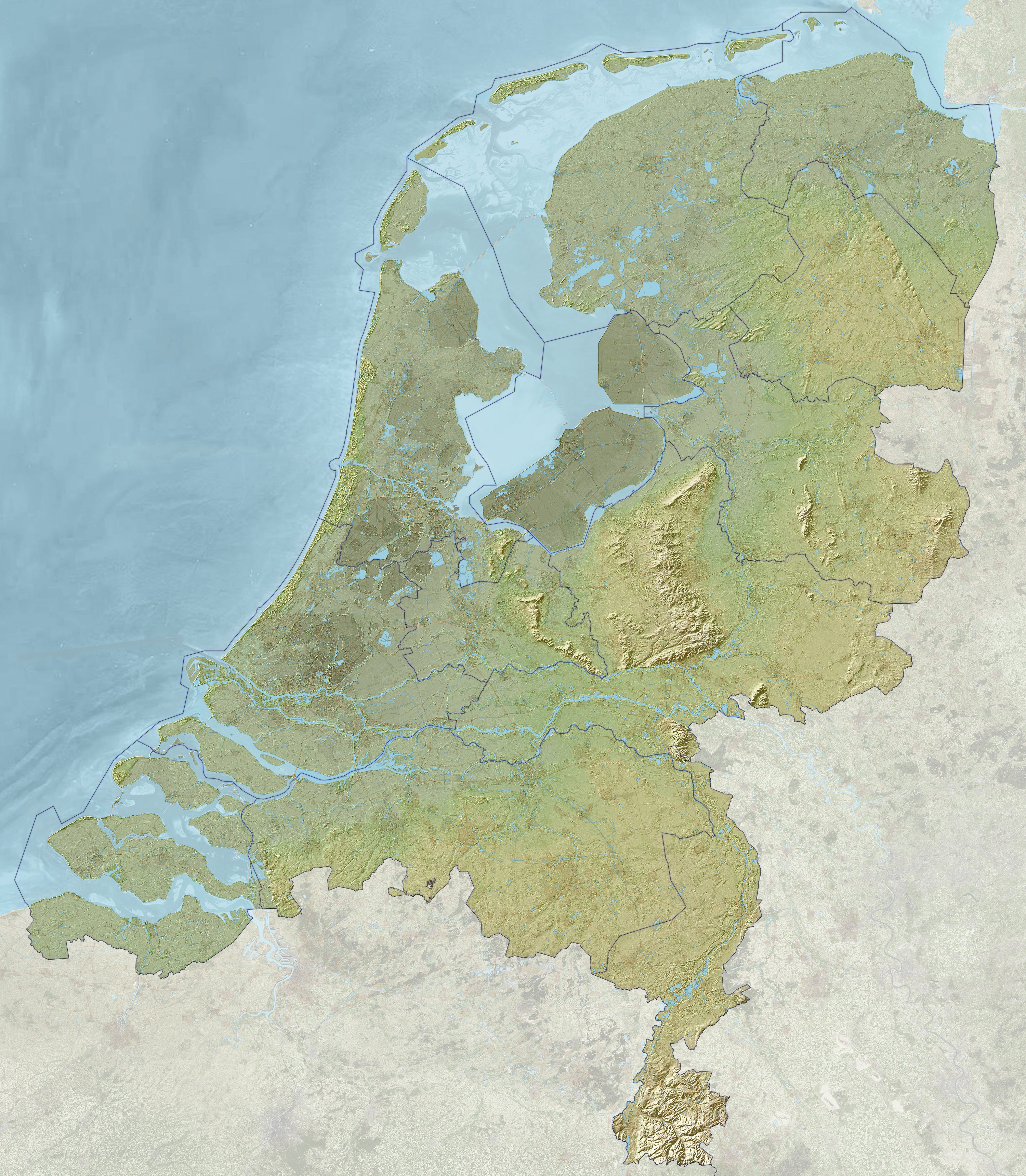
Hollandia domborzati térképe

Hollandia földrajza szokatlan, mivel területének nagy része mesterségesen kiszárított egykori tengerfenék, a tengerszint alatt fekszik, és gátakkal védik. Hollandia viszonylag kis területű ország, teljes felszíne 41 545 km², a világban az országok terület szerinti listája 131. helyén áll. 17,4 millió lakosa van, az 521 fő/km²-es népsűrűségével Európa legsűrűbben lakott országa (kivéve a miniállamokat, mint Monaco, Vatikán és San Marino), az országok népsűrűség szerinti listája 12. helyén van. Mindössze három olyan ország előzi meg, ahol a népesség több mint 16 millió, a többiek kisebbek.

## Statisztika
Földrajzi koordinátái: é. sz. 52° 22′, k. h. 4° 53′52.366667°N 4.883333°E
Terület: 
összesen: 41 545 km²
szárazföldi: 33 481 km²
vízi: 8064 km²
Szárazföldi határ:
összesen: 1027 km
határmenti országok:
- Belgium 450 km
- Németország 577 km

Tengerpart: 451 km
Éghajlat: mérsékelt, óceáni, hideg nyarak és enyhe tél (európai szárazföldi), trópusi (Karib-szigetek)
Terep: elsősorban partmenti alföld és egykor tenger alatt lévő földek (polder), néhány hegy délkeleten
Tengerszint feletti magasságok:
legalacsonyabb pont: Zuidplaspolder, −7 m
legmagasabb európai pont: Vaalserberg, 322,7 m
legmagasabb pont (beleértve a karibi szigeteket is): Mount Scenery Sabában, 887 m
Természeti erőforrások: földgáz, kőolaj, tőzeg, mészkő, só, homok és kavics, szántóföld
Földhasználat: (2011)
szántóföld: 25,08%
állandó növények: 0,88%
egyéb: 74,04%
Öntözött földterület (2007): 4572 km²
Teljes megújuló vízkészlet (2011): 91 km³

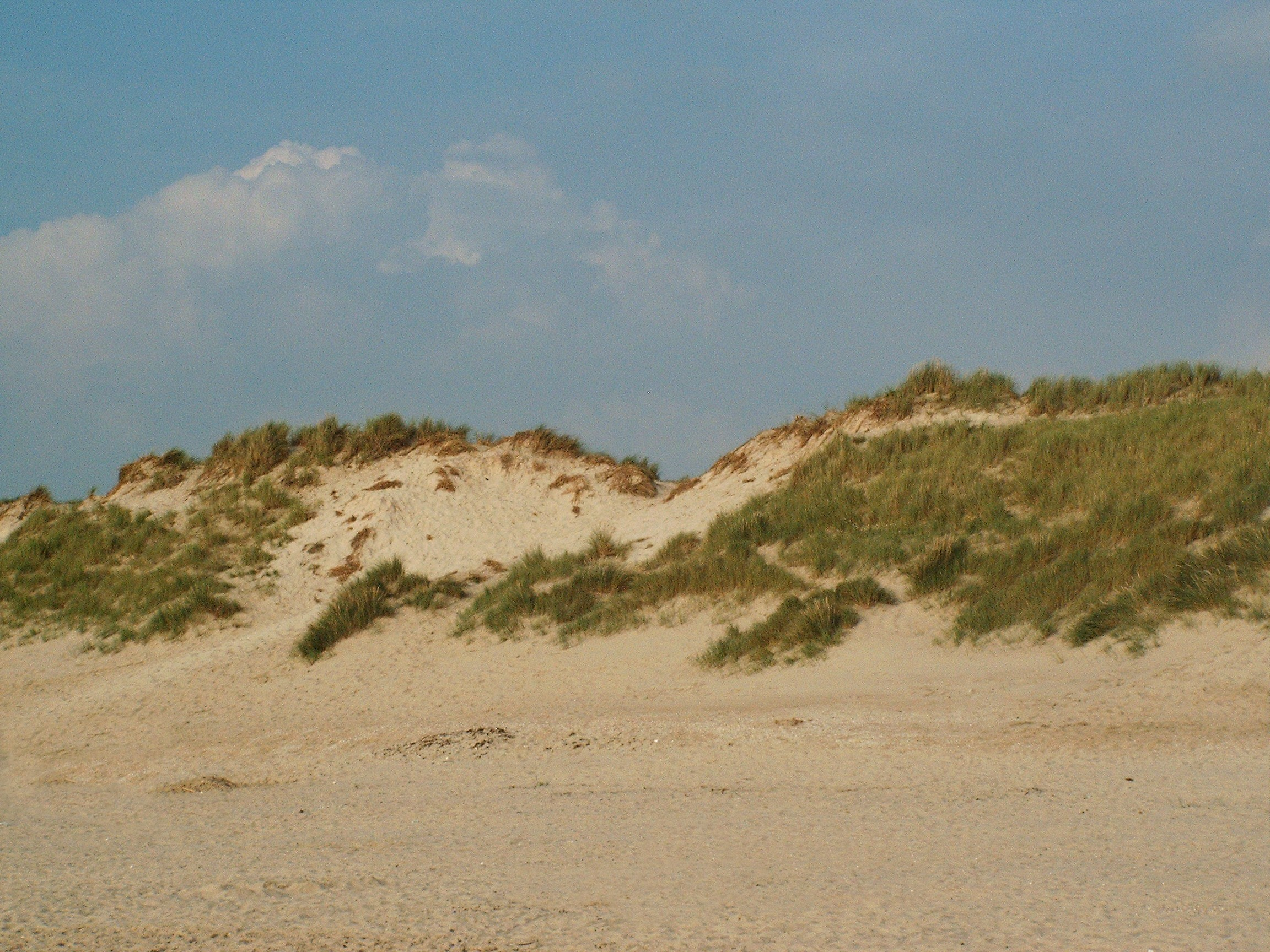
A tengerparti dűnék létfontosságúak Hollandia területeinek fennmaradásához.

Természeti veszélyek: a tengerek és a folyók áradása állandó veszélyt jelent. A gátak és homokdűnék kiterjedt rendszere védi a teljes terület közel felét az északi és nyugati heves őszi viharok elárasztásától.
Környezetvédelem - aktuális problémák: a vízszennyezés nehézfémekkel, szerves vegyületek és műtrágyák, például nitrátok és foszfátok formájában; a járművekből származó légszennyezés és a finomítási tevékenységek; savas eső

## Táj
Az ország két részre osztható: az alacsony és sík földterületek nyugaton és északon, a magasabb területek kisebb dombokkal pedig a keleti és déli területeken. Az előbbiek, beleértve a visszanyert poldereket és a folyami deltákat, felszínének mintegy felét teszik ki, és kevesebbek, mint a tengerszint felett 1 méter, ennek nagy része valójában a tengerszint alatt van. A tengeri falak és a parti dűnék széles hálózata védi Hollandiát a tengertől, a folyók mentén húzódó falak és gátak védik a folyók áradásától. Az ország többi része inkább sík. Csak az ország szélsőséges déli részén emelkedik jelentős mértékben a föld, az Ardennek aljánál. Itt található Vaalserberg, Hollandia legmagasabb európai pontja, 322,7 méterrel tengerszint felett. Az egész ország legmagasabb pontja a Mount Scenery (887 méter), amely Hollandia európai részén kívül helyezkedik el, a karibi Saba szigetén. Hollandia három nagy európai folyó (Rajna, Maas és Schelde) torkolatainál található.

## Urbanizáció

### Legnagyobb városok
Tartományaikkal 2019 novemberében:
1. Amszterdam (Észak-Hollandia) 872 680 fő
2. Rotterdam (Dél-Hollandia) 650 711 fő
3. Hága ('s-Gravenhage) (Dél-Hollandia) 544 766 fő
4. Utrecht (Utrecht) 357 179 fő
5. Eindhoven (Észak-Brabant) 234 235 fő

## Fordítás
Ez a szócikk részben vagy egészben  a   Geography of the European Netherlands című angol Wikipédia-szócikk ezen változatának fordításán alapul.  Az eredeti cikk szerkesztőit annak laptörténete sorolja fel. Ez a jelzés csupán a megfogalmazás eredetét és a szerzői jogokat jelzi, nem szolgál a cikkben szereplő információk forrásmegjelöléseként.